# Ващенко Роман Юрійович
Роман Юрійович Ващенко (нар. 8 грудня 2000, Біла Церква, Київська область) — український гімнаст. Чемпіон Європи в командній першості. Заслужений майстер спорту України.

## Кар'єра
Перші тренери — Кришмар Ірина Анатоліївна, Кришмар Олександр Михайлович.

### 2018
На чемпіонаті Європи серед юніорів посів четверте місце у фіналі вправи на кільцях.

### 2020
У грудні під час пандемії коронавірусу на Чемпіонаті Європи в Мерсіні, Туреччина, разом з Петром Пахнюком, Ігорем Радівіловим, Владиславом Грико та Євгеном Юденковим здобув історичну для збірної України перемогу в командній першості з результатом 248,963 балів. До фіналів в окремих видах не кваліфікувався.
2021
Кубок виклику у Каїрі
Бронза - Кільця

## Результати на турнірах
| Рік  | Змагання                               | КБ | ІБ | Вільні вправи | Кінь | Кільця | Опорний стрибок | Паралельні бруси | Перекладина |
| ---- | -------------------------------------- | -- | -- | ------------- | ---- | ------ | --------------- | ---------------- | ----------- |
| 2020 | Чемпіонат України, м. Кропивницький    |    | 6  |               | 3    | 4      | 4               |                  |             |
| 2020 | Чемпіонат Європи                       | 1  | 23 | 34            | 6    | 18     |                 | 35               | 29          |
| 2021 | Чемпіонат України, м.Кропивницький     | 3  | 6  | 2             | 4    | 3      | 2               |                  | 6           |
| 2021 | Чемпіонат Європи                       |    | 83 | 34            | 61   |        |                 | 44               |             |
| 2021 | Кубок виклику у Варні                  |    |    |               |      | 23     |                 |                  |             |
| 2021 | Кубок виклику у Каїрі                  |    |    |               |      | 3      |                 |                  |             |
| 2021 | Кубок виклику в Копері                 |    |    | 26            |      | 20     | 24              | 10               |             |
| 2021 | Кубок виклику в Мерсіні                |    |    | 14            |      | 11     | 16              | 17               |             |
| 2021 | Чемпіонат світу                        |    |    | 27            |      | 59     |                 |                  | 68          |
| 2021 | Чемпіонат України серед ДЮСШ та СДЮШОР |    | 1  | 1             |      | 1      | 3               | 1                |             |
| 2022 | Кубок світу в Котбусі                  |    |    | 30            | 31   | 5      |                 |                  |             |
| 2022 | Кубок світу в Досі                     |    |    | 20            | 26   | 7      |                 |                  |             |
| 2022 | Кубок світу в Каїрі                    |    |    | 11            | 28   | 9      |                 |                  |             |

1. ↑  [недоступне посилання]
2. ↑  Архівована копія. Архів оригіналу за 30 вересня 2021. Процитовано 14 грудня 2020.{{cite web}}:  Обслуговування CS1: Сторінки з текстом «archived copy» як значення параметру title (посилання)
3. ↑  Кравченко, Віталій (12 грудня 2020). Україна вперше виграла "золото" в команді на Євро зі спортивної гімнастики. Суспільне Спорт. Архів оригіналу за 14 грудня 2020. Процитовано 27 січня 2023.
4. ↑  Каранов, Євгеній (21 грудня 2020). Тренер збірної України - про історичний виступ на Євро зі спортивної гімнастики. Суспільне Спорт. Архів оригіналу за 19 квітня 2021. Процитовано 27 січня 2023.
5. ↑  2020 Ukrainian Championships Men’s Results. The Gymternet (англ.). 13 вересня 2020. Архів оригіналу за 20 жовтня 2020. Процитовано 4 жовтня 2020.
6. ↑  Мороз, Євген (7 квітня 2021). 17-річні гімнасти - чемпіони України серед дорослих. Результати змагань. Суспільне Спорт. Архів оригіналу за 25 жовтня 2021. Процитовано 27 січня 2023.
7. ↑  Мандзій, Олексій (5 червня 2021). Українські гімнасти виграли п'ять медалей у перший день етапу Кубка світу. Суспільне | Новини (укр.). Архів оригіналу за 5 червня 2021. Процитовано 5 червня 2021.
8. ↑  Turnier der Meister  2022-02-24 - 2022-02-27 in Cottbus, Lausitz Arena. Архів оригіналу за 28 лютого 2022. Процитовано 28 лютого 2022.
9. ↑  Results-Start list. www.dohagym.com. Архів оригіналу за 5 березня 2022. Процитовано 5 березня 2022.